# Unbroken (band)
Unbroken was een metalcore-band uit San Diego County, Californië. Ze waren van invloed op het hardcore-circuit in Zuid-Californië in het midden van de late jaren 1990. De band koos de naam Unbroken omdat ze hun toewijding aan de rechtlijnige filosofie van drugsonthouding wilden benadrukken. De meeste leden hebben deze overtuiging inmiddels opgegeven. In 2008 noemde Alternative Press Unbroken een band van groot belang in het coververhaal 23 Bands Who Shaped Punk, daarbij verwijzend naar een invloed op latere bands zoals The Hope Conspiracy, Throwdown, Suicide File, Planes Mistaken for Stars, Modern Life Is War en Bleeding Through.

## Bezetting
Laatste bezetting
- Rob Moran (basgitaar, 1991-1995, 1998, 2010-2012, 2014)
- Todd Beattie (drums, percussie, 1991-1995, 1998, 2010-2012, 2014)
- Steven Andrew Miller (gitaar, 1991-1995, 1998, 2010-2012, 2014)
- Dave Claibourn (leadzang, 1991-1995, 1998, 2010-2012, 2014)
- Eric Allen (gitaar, 1991-1995, †1998)

Toerleden
- Atilla Moran (tamboerijn, 1994-1995)
- Brian Manry (Mean Season) (gitaar, 1993)

Voormalige leden
- Brian Hill (leadzang, 1991)

## Geschiedenis
De leden van de band zaten ook in de bands Struggle, Swing Kids, Kill Holiday, Julia, Some Girls, Smooth Man Automatic, Johnny Angel, Stabbed By Words en Over My Dead Body, voor, tijdens en na het bestaan van Unbroken. Gitarist Eric Allen pleegde drie jaar na het uiteenvallen van de band zelfmoord. De band werd kort na de dood van Eric opnieuw geformeerd voor een show ten bate van Erics familie.
Rob Moran speelde tot voor kort in de hardcoreband Some Girls en woont nu weer in San Diego. Hij heeft meer recentelijk een band geformeerd met John Pettibone (voormalig lid van Undertow, Nineironspitfire en Himsa), Ryan Murphy (voormalig lid van Undertow, Ten Yard Fight, Ensign) en Aram Arslanian (gitarist van Champion, The First Step en zanger van Betrayed). De band The Vows is een straight edgeband die muzikaal is beïnvloed door de old school hardcoreband Judge. The Vows bracht in 2006 een cd uit bij Indecision Records. Rob Moran speelt in de nieuwe band Narrows met Dave Verellen van Botch en Ryan Frederiksen van These Arms Are Snakes. Ze hebben een S/T 7" uitgebracht, het album New Distances en een split 7" met de Seattle-band Heiress. Alle publicaties zijn uitgebracht bij Deathwish Inc. Hij werkt ook aan andere muzikale projecten met vrienden in San Diego. Een daarvan is een goth-band met Gabe Serbian van The Locust.
Dave Claibourne zingt voor de band Stabbed By Words (die een album heeft uitgebracht bij Hawthorne Street Records) en is een drum & bass-deejay bij Dedication Crew in St. Louis, MO. Hij probeert Round 2 weer bij elkaar te krijgen voor een Europese reünietournee in 2011. Steven Andrew Miller verhuisde vanuit San Diego en verblijft nu in Orange County (Californië). Hij speelt nu in Crushed On You, die later in 2008 een ep zouden uitbrengen bij een naamloos label. Todd Beattie woont nu in Los Angeles en is getrouwd met de veelgeprezen meubelontwerpster Tanya Aguiniga.

## Reünie
Ondanks de gesprekken dat dit hun enige reünieshows zouden zijn, staat Unbroken vanaf 2010 ook gepland om op het jaarlijkse FYF Fest (voorheen F Yeah Fest en Fuck Yeah Fest) te spelen in Los Angeles, Californië op 4 september en bij ULU in Londen, Engeland op 16 oktober. Unbroken speelde een reünieshow in New York in Santos Party House op 10 april 2011 met Indecision, Jesuit, Damnation A.D., Unrestrained en Psychic Limb. In september 2011 toerde ze door Argentinië, Chili en andere Latijns-Amerikaanse landen. Unbroken was ook van plan om in 2012 voor het eerst in Mexico te spelen, evenals een kleine tournee door Europa. Unbroken besloot om shows in verschillende regio's over de hele wereld te spelen, nadat hun shows in de Verenigde Staten uitverkocht waren en fans van buiten de Verenigde Staten geen kans gaven om ze te zien. Via hun reünieshows heeft de band meer dan $ 30.000 opgehaald voor verschillende goede doelen over de hele wereld. Unbroken speelde op 11/02/2014 in het Ukrainian Cultural Center in Los Angeles voor het 20-jarige merk van Life.Love.Regret.

## Discografie

### Volledige albums
- 1993: Ritual (New Age Records)
- 1994: Life. Love. Regret. (New Age Records)
  - Beide opnames zijn opnieuw uitgebracht op één cd, Death of True Spirit (zie compilaties)

### Compilaties
- 2000: It's Getting Tougher to Say the Right Things (collectie van alle singles en ep's) (Indecision Records)
- 2003: Death of True Spirit (Indecision Records)
- ????: It's for Life (Consequence Records)

### Ep's en Singles
- 1992: You Won't Be Back 7" (1992)
- 1993: Unbroken/Groundwork split (Final Expression/Set Up) 7"
- 1994: Unbroken/Abhinanda split (Love Will Tear Us Apart) 7"
- 1994: And/Fall on Proverb 7" (31G)
- 1995: Circa '77  (Absentee Debate/Crushed on You) 7" (New Age Records)
- 2002: Unbroken/Ati's Warriors split (bevat beide bands' demo's) (bootleg)

### Andere publicaties
- 1993: Lacking Mindset compilatie (Blanket)
- 1992: It's for Life compilatie (Unheard)